# Jerzy Bukowski (kasztelan)
Jerzy Bukowski z Bukowa herbu Ossorya (zm. ok. 1757) – kasztelan sanocki w latach 1752–1757, chorąży sanocki w latach 1750–1752, podczaszy sanocki w latach 1744–1750, łowczy sanocki w latach 1724–1744, podwojewodzi sanocki w latach 1719–1722.
Jego matką była Trembecka, a ojciec Bukowski poprzednio poślubił Helenę Leszczyńską. Jego brat Józef był chorążym sanockim, właścicielem Nowotańca.
W 1733 roku był elektorem Stanisława Leszczyńskiego z województwa ruskiego.  Był konsyliarzem konfederacji dzikowskiej 1734 roku. Poseł ziemi sanockiej na sejm 1740 roku.
Od 1752 do ok. 1757 był kasztelanem sanockim. Zmarł ok. 1757. Za panowania Augusta III Jerzy Bukowski ożenił się z Jadwigą Odrzywolską. Miał trzy córki: Łaszewską – cześnikową sanocką, drugą, która poślubiła Rudzkiego, a trzecia została panną, oraz trzech synów: Antoniego – stolnika  sanockiego (1776) i posła (1764), Michała – stolnika i podkomorzego sanockiego, posła, i Franciszka – stolnika sanockiego, posła  (1764). Dwaj młodsi synowie w 1764 otrzymali od cesarza Józefa II tytuł hrabiowski austriacki.